# Mémorial de l’Estonia
 (avril 2025).

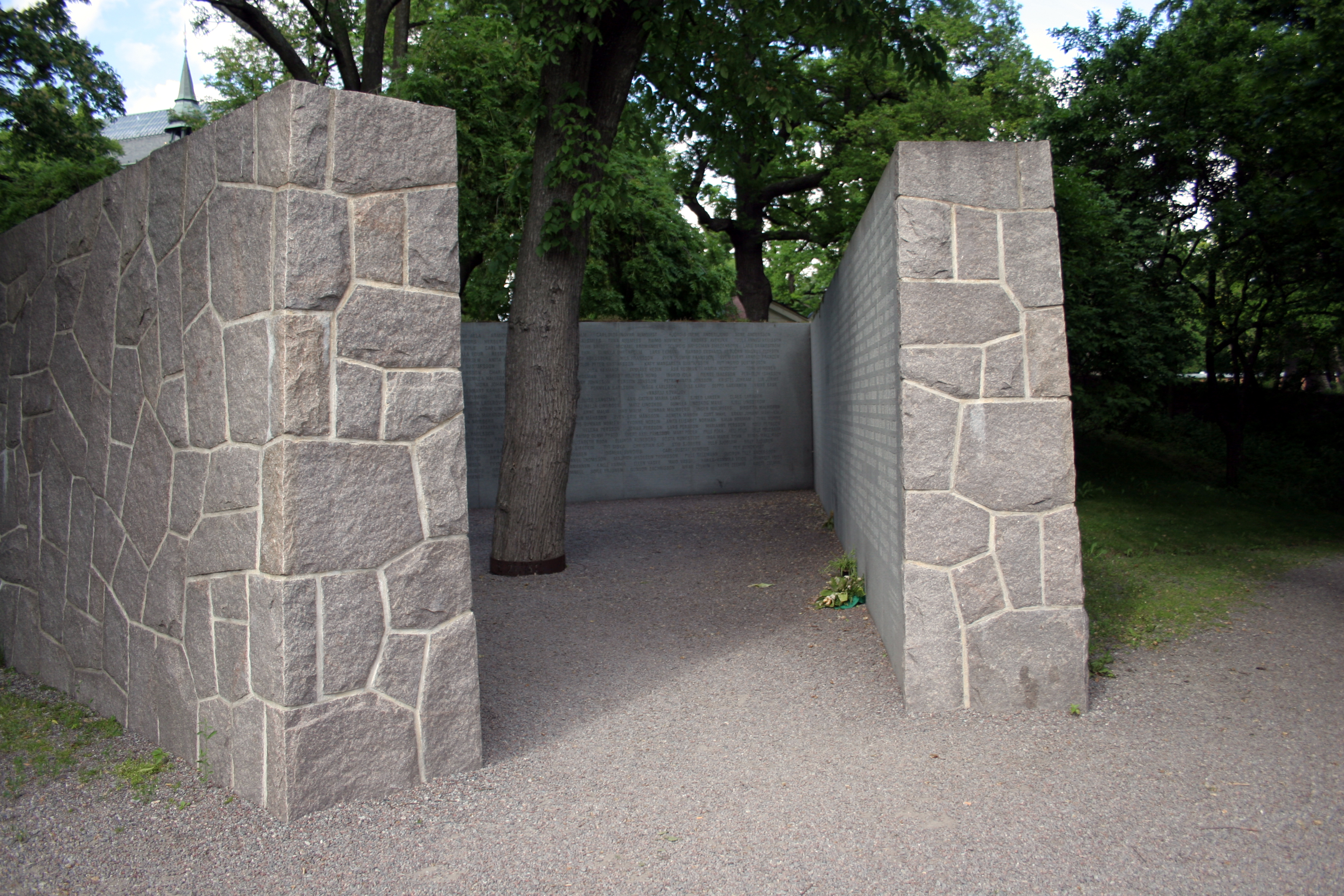
Mémorial commémoratif sur l'île de Djurgården à Stockholm.

Mémorial de l'Estonia est l’un des lieux commémoratifs en mémoire du naufrage du ferry MS Estonia en mer Baltique. Il se situe à Stockholm, sur l'île de Djurgården, à côté du cimetière de Galärvarvskyrkogården (en), non loin du musée Vasa.
Ce mémorial rend hommage aux 852 personnes de différentes nationalités mortes en mer le 28 septembre 1994, lors de la traversée entre Tallinn et Stockholm à bord du ferry « Estonia ». Les victimes venaient de pays tels que la Lettonie, l’Estonie, la Lituanie, la Suède, la Finlande, la Norvège, le Danemark, la Russie, le Maroc, l’Allemagne, le Canada, le Royaume-Uni, la France, les Pays-Bas, la Biélorussie, l’Ukraine et le Nigéria.
Le mémorial est inauguré trois ans après la catastrophe, le 28 septembre 1997, et conçu par l’artiste polonais Mirosław Bałka, en collaboration avec deux architectes paysagistes — Thomas Anderson et Anders Jénsén. Il est constitué de murs en granit gris mat de 2,5 mètres de haut et 11 mètres de long, formant un espace triangulaire ouvert. Au centre de ce triangle pousse un arbre entouré d’un anneau sur lequel est indiquée la position exacte du naufrage.
La majorité des noms des victimes sont gravés sur les murs du mémorial, à l’exception de 37 personnes dont les proches n'ont pas donné leur accord.